# Beaunay
Beaunay ist eine französische Gemeinde im Département Marne in der Region Grand Est. Sie hat eine Fläche von 3,57 km² und 103 Einwohner (2022). 

## Geographie
Die Gemeinde liegt circa 24 Kilometer von Épernay, circa 53 Kilometer von Reims und circa 39 Kilometer von Châlons-en-Champagne entfernt.
Umgeben wird Beaunay von den drei Nachbargemeinden: 
|        |                                             |               |
| Étoges | Kompassrose, die auf Nachbargemeinden zeigt | Loisy-en-Brie |
|        | Vert-Toulon                                 |               |

## Geschichte
Beaunay wurde 1222 erstmals urkundlich überliefert.

## Bevölkerungsentwicklung
| Jahr                       | 1962 | 1968 | 1975 | 1982 | 1990 | 1999 | 2006 | 2013 | 2018 |
| -------------------------- | ---- | ---- | ---- | ---- | ---- | ---- | ---- | ---- | ---- |
| Einwohner                  | 96   | 99   | 91   | 112  | 113  | 114  | 102  | 110  | 103  |
| Quellen: Cassini und INSEE |      |      |      |      |      |      |      |      |      |

## Sehenswürdigkeiten
- Kirche Notre-Dame aus dem 16. Jahrhundert